# Джузеппе Санніно
Джузеппе Санніно (італ. Giuseppe Sannino, нар. 30 квітня 1957, Оттав'яно) — італійський футболіст, що грав на позиції півзахисника. По завершенні ігрової кар'єри — тренер.

## Ігрова кар'єра
Народившись у Кампанії, Джузеппе Санніно переїхав разом зі своєю родиною в Турин, після того як його батько отримав роботу в автомобільній компанії Fiat. За свою кар'єру футболіста Джузеппе виступав за різні клуби італійських нижчих ліг на позиції атакуючого півзахисника. У 1988 році він закінчив її, будучи гравцем лігурійського аматорського клубу «Ентелла Бачецца».

## Кар'єра тренера
Джузеппе Санніно починав свою тренерську кар'єру в 1990 році, працюючи з юнацькою командою клубу «Вогерезе». У 1992 році він став юнацьким тренером «Павії», а через рік перейшов на ту ж посаду в «Монцу».
У 1996 році Санніно вперше зайняв пост головного тренера, очоливши клуб аматорської ліги «Ольтрепо», який завершив сезон на шостому місці. Потім після короткого періоду роботи юнацьким тренером в «Комо», Санніно в 1998 році вперше очолив професійний клуб «Б'єллезе». Цей досвід виявився невдалим, і він був звільнений до закінчення сезону.
У 1999 році Санніно зумів реабілітуватися, очоливши клуб Серії D «Зюйдтіроль» і привівши його до перемоги у своїй групі і виходу в Серію C2. Пропрацювавши ще один рік з тією ж командою в сезоні 2001/02, він очолив клуб «Меда», що також виступав у Серії C2, але був звільнений до закінчення чемпіонату.

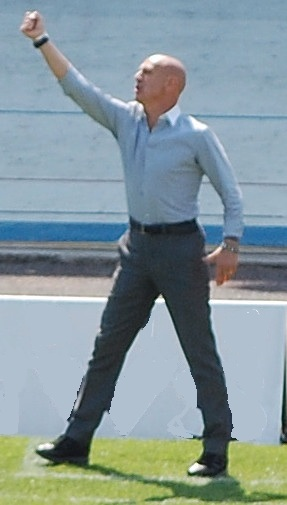
Джузеппе Санніно, головний тренер «Варезе», в 2010 році.

У сезоні 2002/03 Санніно привів «Санджованезе» до шостого місця в Серії C2. Потім у його кар'єрі пішли невдалі періоди роботи головним тренером у командах «Варезе» та «Козенца».
У 2005 році Санніно очолив «Лекко» і досить несподівано вивів скромний ломбардський клуб у Серію C1 на другий рік перебування в ньому. Потім він ще тричі завойовував просування своїх команд вище в ієрархії італійського футболу: з «Пергокремою» (із Серії C2 в Серію C1) і двічі з «Варезе», який в результаті піднявся з Серії C2 в Серію B. У першому ж сезоні в Серії B (2010/11) «Варезе» під керівництвом Санніно зайняло четверте місце в лізі і взяло участь в плей-оф за вихід у Серію A, де в півфіналі за підсумками двох зустрічей поступилось «Падові».
У червні 2011 року Санніно підписав дворічний контракт з новачком Серії A «Сієною», замінивши на цій посаді Антоніо Конте, що перейшов у «Ювентус». Перед скромним тосканським клубом стояло завдання залишитися у лізі за підсумками сезону 2011/12, з якої Санніно в першому своєму сезоні на вищому рівні успішно впорався. Крім цього, «Сієна» під його керівництвом у тому ж році досягла півфіналу Кубка Італії, де поступилася майбутньому переможцю «Наполі».
6 червня 2012 року Санніно підписав дворічний контракт з «Палермо» через декілька тижнів після того, як футбольний директор «Сієни» також перейшов на роботу в сицилійський клуб. 16 вересня того ж року він був знятий з поста головного тренера президентом клубу Мауріціо Дзампаріні через те, що у перших трьох турах Серії А 2012/13 «Палермо» набрало лише одне очко. Його змінив Джан П'єро Гасперіні, але 11 березня 2013 року Санніно знову очолив сицилійців. Йому дістався складний календар в кінцівці чемпіонату, і Санніно не зумів врятувати «Палермо» від вильоту в Серію B.
1 липня 2013 року Санніно очолив «К'єво», але вже 11 листопада того ж року залишив цей пост через останнє місце в таблиці (лише 6 очок з однією перемогою, отриманою в 12 матчах). 
18 грудня 2013 року він був призначений головним тренером англійського «Вотфорда» з Чемпіоншипу. 15 березня 2014 року команда під керівництвом Санніно здобула свою шосту домашню перемогу поспіль у всіх змаганнях (3:0 над «Барнслі»). Незважаючи на чотири перемоги в перших п'яти матчах сезону 2014/15 і другого місця в турнірній таблиці ліги стали ходити чутки про незадоволеність і нерозуміння гравців команди і її головного тренера. 31 серпня 2014 року Санніно залишив свою посаду через день після домашньої перемоги над «Гаддерсфілд Тауном» з рахунком 4:2.
14 вересня 2014 року Санніно повернувся в Італію, очоливши «Катанію», що саме вилетіла в Серію B. Але його перебування там обмежилося лише трьома місяцями через погані результати і напружені відносини з клубним керівництвом.
29 вересня 2015 року Санніно був призначений головним тренером «Карпі», дебютанта Серії А, але вже 3 листопада було оголошено про те, що на цю посаду повернеться Фабріціо Касторі, якого раніше і змінив Санніно.
Після цього тренер очолив клуб Серії B «Салернітану у на сезон 2016/17, але вже 30 листопада 2016 року залишив її після критики з боку вболівальників після домашньої нічиєї з «Про Верчеллі».
28 червня 2017 року стає новим тренером «Трієстини», втім вже 14 лютого 2018 року подав у відставку, залишивши команду на дев'ятій позиції у Серії С.